# Галерија Академије у Венецији
Галерија Академије у Венецији (итал. Le Gallerie dell'Accademia di Venezia) је државни италијански музеј уметности у Венецији, на јужној обали Канала Гранде. У њему је изложена збирка сликарства и скулптуре из периода од 14. до краја 18. века. 
То је била галерија Академије лепих уметности, од које се одвојила 1879. Ове две институције су биле у истој згради до 2004. када је уметничка академија премештена на другу адресу. 
Најзначајнија изложена дела припадају венецијанским сликарима: Ђовани Белинију, Ђорђонеу, Карпачу, Тинторету, Веронезеу и Тијеполу.

## Галерија
- Ђовани Белини: Мадона са дететом, Светом Катарином и Маријом Магдаленом (око 1490)
- Леонардо да Винчи: Витрувијски човек (1490)
- Ђорђоне: Олуја (1507-1508)
- Ђовани Батиста Питони: Благовести (1757)